# GayVN Awards 2018
La 13ª edizione dei GayVN Awards si è tenuta presso l'Hard Rock Hotel Casino di Las Vegas il 21 gennaio 2018. La cerimonia è stata presentata da Shangela Laquifa Wadley.
È stata la prima edizione dopo ben sette anni di pausa. Il premio conta un totale di 27 categorie − modificate e semplificate rispetto alla precedente edizione del 2010 −, di cui 14 votate da giurati e professionisti del settore e 13 votate dai fan.

## Vincitori e candidati
I vincitori sono indicati in grassetto

### Best Actor
- Brent Corrigan - Ultra Fan (NakedSword/Falcon)
- David Benjamin - Silverlake (TitanMen/Pulse)
- Matthew Bosch - Cauke for FREE (TitanMen/Pulse)
- James Castle - Barebackula (Lucas Entertainment)
- Trenton Ducati - Secrets & Lies (NakedSword/Rock Candy)
- Quentin Gainz - Straight Chexxx (Next Door/Pulse)
- Tayte Hanson - Fuck Him Up (Men.com/Pulse)
- Dustin Holloway - Route 69 (Falcon Studios)
- Colby Keller - The Stillest Hour (CockyBoys)
- Markie More - Straight Chexxx (Next Door/Pulse)
- Adam Ramzi - It's Coming (Raging Stallion/Falcon)
- Ryan Rose - Scared Stiff (NakedSword/Falcon)
- Adam Russo - The Stepfather 3 (Icon Male/Mile High Media)
- Will Wikle - The Stillest Hour (CockyBoys)
- Brandon Wilde - His Sister's Lover 2 (Icon Male/Mile High Media)

### Best All-Sex Movie
- Kiss and Tel Aviv (NakedSword/Falcon)
- Ass Fucking Alpha Males (Lucas Entertainment)
- Daddy, We've Been Bad (Channel 1 Releasing)
- Demolition (TitanMen/Pulse)
- Elder Ence 1 (Mormon Boyz/Pulse)
- Flip Fuck Lads (Blake Mason/Pulse)
- Firemen (Icon Male/Mile High Media)
- Gaymers (Raging Stallion/Falcon)
- In the Flesh 1 (Kristen Bjorn/Pulse)
- Jack Goes Wild (BelAmi/Pulse)
- Just Love (CockyBoys)
- Of Boys and Men (Lucas Kazan/Pulse)
- Puerto Rican Getaway (Sean Cody/Pulse)
- Skuff: Rough Trade 1 (Hot House/Falcon)
- Taking It Raw! (Next Door/Pulse)

### Best Bear Scene
- Daymin Voss, Michael Roman & Fernando Del Rio - Beards, Bulges & Ballsacks (Raging Stallion/Falcon)
- Brad Kalvo & Chandler Scott - Bear Hug (MenOver30.com/Pride Studios)
- Aaron Bruiser & Stephen Harte - Dirty Rider (Bromo/Pulse)
- Daymin Voss & Eddy CeeTee - Gaymers (Raging Stallion/Falcon)
- Alessio Romero & Brian Bonds - Gym Gloryhole (MenOver30.com)
- Colton Grey, Derek Bolt, Dirk Caber & Marc Giacomo - Hairy Tales 3 (Men.com)
- Marco Gagnon & Teddy Torres - The Huntsman (Men.com/Pulse)
- Colby Jansen & Devin Adams - I Want To Play! (MenOver30.com)
- Brendan Patrick & Hoytt Walker - Lucky-N-Raw (NastyDaddy.com)
- Jesse Jackman & Steve Roman - Muscle Daddies (TitanMen/Pulse)
- Brendan Patrick & Jeff Powers - Open Door Open Ass (Bromo/Pulse)
- Daddy Will, Liam & Mickey Carpathio - Pig Roast (MuscleBearPorn.com)
- Josh Stone, Christian Matthews & Aarin Asker - Twinky and the Bear 2 (Manville Entertainment/Pure Play Media)
- Dirk Caber & Anthony London - 2 Men Kiss (TitanMen/Pulse)

### Best Director – Feature
- Chi Chi LaRue - Earthbound: Heaven to Hell 2 (Falcon Studios)
- Michael Lucas - Barebackula (Lucas Entertainment)
- Jasun Mark - Cauke for FREE (TitanMen/Pulse)
- Nick Foxx - The Fixer (Hot House/Falcon)
- Steve Cruz - It's Coming (Raging Stallion/Falcon)
- Marty Stevens - Last Summer in Greece (BelAmi/Pulse)
- Alex Roman - Lifeguards: Summer Session (Helix Studios)
- Nica Noelle - Revenge (Icon Male/Mile High Media)
- Tony Dimarco - Route 69 (Falcon Studios)
- mr. Pam - Secrets & Lies (NakedSword/Rock Candy)
- Jake Jaxson - The Stillest Hour (CockyBoys)
- Joe Gage - Stopover in Bonds Corner (TitanMen/Pulse)
- Rocco Fallon - Straight Chexxx' (Next Door/Pulse)
- Mark MacNamara - Tarzan: A Gay XXX Parody (Men.com/Pulse)
- Brent Corrigan - Ultra Fan (NakedSword/Falcon)

### Best Director – Non-Feature
- mr. Pam - Kiss and Tel Aviv (NakedSword/Falcon)
- Michael Lucas - Ass Fucking Alpha Males (Lucas Entertainment)
- Chi Chi LaRue - Daddy, We've Been Bad (Channel 1 Releasing)
- Jasun Mark - Demolition (TitanMen/Pulse)
- Dana Vespoli - Firemen (Icon Male/Mile High Media)
- Blake Mason - Flip Fuck Lads (Blake Mason/Pulse)
- Steve Cruz - Gaymers (Raging Stallion/Falcon)
- Kristen Bjorn - In the Flesh 1 (Kristen Bjorn/Pulse)
- Luke Hamill - Jack Goes Wild (BelAmi/Pulse)
- Jake Jaxson & RJ Sebastian - Just Love (CockyBoys)
- Ettore Tosi - Of Boys and Men (Lucas Kazan/Pulse)
- Alter Sin - Sense 8: A Gay XXX Parody (Men.com/Pulse)
- Strongboli - Skins 1 (Kristen Bjorn/Pulse)
- Nick Foxx - Skuff: Rough Trade 1 (Hot House/Falcon)
- Rocco Fallon - Taking It Raw! (Next Door/Pulse

### Best Duo Sex Scene
- Austin Wilde & Clark Parker - Austin Fucks Clark (GuysInSweatPants.com)
- Arvion Kylers & DeAngelo Jackson - Arvion Kylers & DeAngelo Jackson (RawRods.com/Flava Works)
- Dani Robles & Rico Marlon - Bareback Auditions 6 (Lucas Entertainment)
- Micah Brandt & Sean Zevran - Bathhouse Ballers (Hot House/Falcon)
- Drake Magnum & Liam Cyber - Break Him In (Bromo/Pulse)
- Sergeant Miles & Damon Heart - Breeding Prince Charming (Lucas Entertainment)
- Calvin Banks & Boomer Banks - "A CockyBoy Is ___" (CockyBoys.com)
- Daniel & Jack - Daniel & Jack: Bareback (Sean Cody.com)
- Sean Zevran & Beaux Banks - Dark Matter (Hot House/Falcon)
- Python & Lorenz Taste - Dick Delicious (PapiThugz.com)
- JJ Knight & Blake Riley - Earthbound: Heaven to Hell 2 (Falcon Studios)
- Kristofer Weston & Danny Gunn - Finding Father (Icon Male/Mile High Media)
- Brent Everett & Tayte Hanson - Fuck Him Up (Men.com/Pulse)
- Jacen Zhu & Rilver Wilson - Gay Pride Montreal (CockyBoys.com)
- Wesley Woods & Pheonix Fellington - It's Coming (Raging Stallion/Falcon)
- Myles Landon & Hugo Diaz - Joe Gage Sex Files 22: Diary of a Prison Doctor (Dragon Media)
- Ryan Rose & Kayden Gray - Kiss and Tel Aviv (NakedSword/Falcon)
- Landon & Philip - Landon & Philip: Bareback (SeanCody.com)
- Ken Ott & Alex Chu - Mr. Hardball: First Pitch Part 2 (PeterFever.com)
- Trey Turner & Micah Brandt - Morning Wood (PrideStudios.com)
- Alex Magnum & Robbie Rojo - Of Boys and Men (Lucas Kazan/Pulse)
- Osiris Blade & Leo Cross - Phantom of Allure (NextDoorEbony.com)
- Ridder Rivera & Joaquin Santana - Ridder Rivera Fucks Joaquin Santana (TimTales.com)
- Johnny V & Nate Stetson - Route 69 (Falcon Studios)
- David Anthony & Bruce Beckham - Stopover in Bonds Corner (TitanMen/Pulse)
- Quentin Gainz & Dean Phoenix - Straight Chexxx (Next Door/Pulse)
- Matthew Bosch & Jason Vario - TaXXX (TitanMen/Pulse)
- Lorenzo Flexx & Jason Vario - 2 Men Kiss (TitanMen/Pulse)
- Jacen Zhu & Andre Donovan - The Wait Is Over (NextDoorEbony.com)

### Best Feature
- One Erection: The Un-Making of a Boy Band (CockyBoys)
- Barebackula (Lucas Entertainment)
- Cauke for FREE (TitanMen/Pulse)
- Earthbound: Heaven to Hell 2 (Falcon Studios)
- The Fixer (Hot House/Falcon)
- It's Coming (Raging Stallion/Falcon)
- Last Summer in Greece (BelAmi/Pulse)
- Lifeguards: Summer Session (Helix Studios)
- Route 69 (Falcon Studios)
- Scared Stiff (Naked Sword/Falcon)
- Secrets & Lies (NakedSword/Rock Candy)
- The Stillest Hour (CockyBoys)
- Stopover in Bonds Corner (TitanMen/Pulse)
- Straight Chexxx (Next Door/Pulse)
- Tarzan: A Gay XXX Parody (Men.com/Pulse)

### Best Fetish Scene
- Austin Wolf & Micah Brandt - Skuff: Rough Trade 1 (Hot House/Falcon)
- Bruce Beckham & Alex Mecum - Beards (TitanMen/Pulse)
- Josh Moore & Taylor Reign - Blind Hookups and Other Fantasies (Cockyboys)
- Brad - Brad Milked (Maskurbate.com)
- Kirk Cummings & Max Cameron - Cops in Cuffs (Fetish Force/Falcon)
- Axel Abysse, Buck Angel & Tomohisa - Culture Shock (Japanboyz.com)
- Joey D, Isaac Lin & Gage Lennox - Deep Hole Dungeon (Club Inferno/Falcon)
- Seamus O'Reilly, Joey D & Colin Bryant - Fisty's Barber Shop (Fisting Central/Falcon)
- Sergeant Miles & Ace Era - Gentlemen 19: Hard at Work (Lucas Entertainment)
- Conner Habib & Myles Landon - Joe Gage Sex Files 23: Jack’s New Job (Dragon Media)
- Christian Wilde & Brian Huggins - Kink Men 4: Straight Studs Punished 2 (Bound Gods/Kink.com)
- Scott Ambrose & Lance Hart - Kink Men: Superhero Edition/The Kink Avenger - Breaking Point: Defeated by The Orgazmatron (BoundGods/Kink.com)
- Kristofer Weston & Tyler Rush - Lick It Boy (NastyDaddy.com)
- Adam Ramzi & Jason Vario - Sling (TitanMen/Pulse)

### Best Group Sex Scene
- Kyle Ross, Blake Mitchell, Max Carter, Joey Mills, Tyler Hill & Evan Parker - Lifeguards: Summer Session (Helix Studios)
- Quentin Gainz, Princeton Price, Craig Cameron, Ryan Jordan, Zack Matthews & Ripley Grey ("Christmas 2016 Orgy") - Ambushed 7 (ActiveDuty)
- Brian Bonds, Adam Killian, Andrey Vic, Marq Daniels & Rico Marlon - Breeding Prince Charming (Lucas Entertainment)
- Arad Winwin, Dean Monroe, Gabriel Alanzo & Sean Zevran - Earthbound: Heaven to Hell 2 (Falcon Studios)
- Austin Wolf, Skyy Knox, Arad Winwin & Tyler Roberts - The Fixer (Hot House/Falcon)
- Mustang, Umberto & Mr. Cali - Fucktime Miami (DawgpoundUSA.com)
- Antonio Miracle, Hugo Arenas & Alberto Esposito - In the Flesh (Kristen Bjorn)
- Andrew Justice, Stephen Harte & Franco Scott - Joe Gage Sex Files 22: Diary of a Prison Doctor (Dragon Media)
- Rocco Steele, Kayden Gray & Ashley Ryder - Kiss and Tel Aviv (NakedSword/Falcon)
- Adam Archuleta, Marc Ruffalo, Marcel Gassion, Robin Michaux, Brian Jovovich & Roald Ekberg - Last Summer in Greece (BelAmi/Pulse)
- Allen King, Colby Keller, Kody Stewart, Levi Karter, Liam Riley & Tayte Hanson - One Erection: The Un-Making of a Boy Band (CockyBoys)
- Brysen, Manny & Randy ("Puerto Rico Day 2") - Puerto Rican Getaway (Sean Cody/Pulse)
- Ryan Rose, Colby Keller, Jack Hunter, Wesley Woods, Tom Faulk & Seth Santoro - Scared Stiff (Naked Sword/Falcon)
- Gabriel Cross, Hector De Silva, Logan Moore, Dato Foland, Darius Ferdynand, Paddy O'Brian, Jay Roberts & Sunny Colucci - Sense 8: A Gay XXX Parody (Men.com/Pulse)
- Dallas Steele, David Anthony & Luke Adams - Stopover in Bonds Corner (TitanMen/Pulse)
- Jimmy Clay, Quentin Gainz & Ty Thomas - Straight Chexxx (Next Door/Pulse)

### Best Marketing – Company Image
- Men.com
- BelAmi
- Channel 1 Releasing
- CockyBoys
- Dominic Ford
- Falcon Studios Group
- Flava Works
- Icon Male
- Helix Studios
- Kristen Bjorn
- Lucas Entertainment
- NakedSword
- Next Door Studios
- Sean Cody
- TitanMen

### Best Newcomer
- Pheonix Fellington
- Gabriel Alanzo
- Beaux Banks
- Calvin Banks
- Corbin Colby
- Marq Daniels
- Ace Era
- Sean Ford
- Luke Hudson
- Jon Kael
- Liam Knox
- Skyy Knox
- Rico Marlon
- William Seed
- Daymin Voss

### Best Supporting Actor
- Colton Grey - Secrets & Lies (NakedSword/Rock Candy)
- Luke Adams - Stopover in Bonds Corner (TitanMen/Pulse)
- Trenton Ducati -  One Erection: The Un-Making of a Boy Band (CockyBoys)
- Sean Duran - Gun Show (Raging Stallion/Falcon)
- Jesse Jackman - Cauke for FREE (TitanMen/Pulse)
- Andrew Justice - Joe Gage Sex Files 22: Diary of a Prison Doctor (Dragon Media)
- Levi Karter - The Stillest Hour (CockyBoys)
- Skyy Knox - The Fixer (Hot House/Falcon)
- Mark Long - Straight Chexxx (Next Door/Pulse)
- Sergeant Miles - Breeding Prince Charming (Lucas Entertainment)
- Dean Phoenix - Straight Chexxx (Next Door/Pulse)
- Max Sargent - Daddy Issues (Icon Male/Mile High Media)
- Andrew Stark - Earthbound: Heaven to Hell 2 (Falcon Studios)
- Johnny V - MXXX: The Hardest Ride (NakedSword/Falcon)
- Wesley Woods - Scared Stiff (NakedSword/Falcon)

### Best Twink Scene
- Blake Mitchell, Logan Cross, Colton James & Sean Ford - Boys Night (HelixStudios.com) (ex aequo)
- Jeff Mirren, Helmut Huxley, Roald Ekberg & Marcel Gassion - Summer Break: Jeff, Roald, Helmut, Marcel Pt 1 (BelAmiOnline.com) (ex aequo)
- Ashton Summer & Cory Kane - Ashton Summers Fucks Cory Kane (Cockyboys.com)
- Christian Bay & Ty Thomas - Bait the Nerd (NextDoorStudios.com)
- Dakota Young & Mike Stone - Brotherly Breeding (NextDoorRaw.com)
- Joey Mills & Ashton Summers - Cabin Fever (Helix Studios)
- Roscoe Hayes & Jo Diamond - Eight Inches Below: Hot in the Shower, Hotter in the Bedroom (Phoenixxx.com)
- Timothy Drake & Kyler Ash - Finding Father (Icon Male/Mile High Media)
- Johnny Rapid & Gabriel Cross - The Flash: A Gay Parody (Men.com/Pulse)
- Brad Chase, Corbin Colby, Logan Cross & Aiden Garcia - Four Play (HelixStudios.com)
- Gino Mosca & Miguel Estevez - Gino Mosca & Miguel Estevez Part 1 (Issue 29) (Freshmen.net)
- Marco Montgomery & Trent Ferris - Greasers (NakedSword/Falcon)
- Brandon Wilde & Calvin Banks - His Sister’s Lover 2 (Icon Male/Mile High Media)
- Lars Norgaard, Kevin Warhol & Joel Birkin - Lars Norgaard with Kevin Warhol and Joel Birkin (Freshmen.net)
- Corbin Colby & Blake Mitchell - Protein (HelixStudios.com)

### Performer of the Year
- Sean Zevran
- Bruce Beckham
- Brent Corrigan
- Trenton Ducati
- Sean Duran
- Quentin Gainz
- Jack Harrer
- Jesse Jackman
- Levi Karter
- JJ Knight
- Joey Mills
- Diego Sans
- Jason Vario
- Kevin Warhol
- Wesley Woods

### Fan Awards – Favorite Bear
- Colby Jansen
- Damon Andros
- Bearsilien
- Mickey Carpathio
- Eddy CeeTee
- Daddy Will
- Fernando Del Rio
- Atlas Grant
- Luke Harrington
- Jesse Jackman
- Brad Kalvo
- Liam di MuscleBearPorn.com
- Erik Rikhard
- Alessio Romero
- Daymin Voss
- Jaxton Wheeler

### Fan Awards – Favorite Body
- Blake Mitchell
- Arad Winwin
- Brent Corrigan
- Bruno Bernal
- Carter Dane
- Deacon della SeanCody.com
- DeAngelo Jackson
- Diego Sans
- Dylan James
- Jake Davis
- Jason Vario
- Ken Ott
- Kris Evans
- Liam Knox
- Markie More
- Micah Brandt
- Mustang
- Nixon della SeanCody.com
- Pheonix Fellington
- Quentin Gainz
- Ridder Rivera
- Sean Zevran
- Stas Landon
- William Seed
- Will Wikle

### Fan Awards – Favorite Butt
- Tyler Hill
- Ace Era
- Alex Tanner
- Artist
- Beaux Banks
- Bennett Anthony
- Bruno Bernal
- DeAngelo Jackson
- Derek Parker
- Diego Sans
- Eddy CeeTee
- François Sagat
- Gabriel Alanzo
- Jacen Zhu
- Johnny V
- Kurtis Wolfe
- Liam Riley
- Luke Adams
- Mickey Taylor
- Pierre Fitch
- Seth Santoro
- Skyy Knox
- Spencer Daley
- Topher DiMaggio

### Fan Awards – Favorite Cam Guy
- Blake Mitchell
- Aamir Desire
- Bandit
- Cameron Dalile
- ChadZachary
- DannyDrexlr
- DarioDeMarco
- DominikeAlluring
- EthanJoy
- JadenStorm
- Jake_Karhoff
- Jake Orion
- James_Trece
- Jason Crush
- KennethWade
- Ken Ott
- Kevin Warhol
- Kevin_Todd
- Liam Efron
- Nick Soul
- Princeton Price
- Q2to
- Ronnie Lopez
- SibleyXavier

### Fan Awards – Favorite Cock
- Austin Wilde
- Boomer Banks
- Caio Veyron
- Colton Grey
- Dalton Briggs
- Devon Lebron
- Emanuel Rucci
- Jack Harrer
- Jack Hunter
- Jason Vario
- Jimmy Durano
- JJ Knight
- Joel Birkin
- Kayden Gray
- Mark Long
- Matthew Bosch
- Michael DelRay
- Mr. Cali
- Noah Donovan
- Rafael Alencar
- Randy della SeanCody.com
- Rocco Steele
- Rock Rockafella
- Sean Xavier

### Fan Awards – Favorite Daddy
- Adam Russo
- Adam Ramzi
- Adam Killian
- Austin Wolf
- Billy Santoro
- Brad Kalvo
- Bruce Beckham
- Colby Keller
- Dallas Steele
- Dean Phoenix
- Dennis West
- Dirk Caber
- Jesse Jackman
- Kristofer Weston
- Manuel Skye
- Myles Landon
- Sean Duran
- Sergeant Miles
- Tex Davidson
- Tim Kruger
- Tomas Brand
- Vinnie Stefano

### Fan Awards – Favorite Industry Blog
- Str8UpGayPorn.com
- TheBananaGuide.com
- ChroniclesOfPornia.com
- Fagalicious.com
- Gay.Fleshbot.com
- GayPornBlog.com
- ManHuntDaily.com
- Queerclick.com
- QueerMeNow.net
- QueerPig.com
- TheGayRepublic.typepad.com
- TheSword.com

### Fan Awards – Favorite Membership Site
- HelixStudios.com
- 8TeenBoy.com
- BelAmiOnline
- BlakeMason.com
- C1R.com
- Cockyboys.com
- CorbinFisher.com
- DominicFord.com
- FalconStudios.com
- Freshmen.net
- GuysInSweatpants.com
- HotHouse.com
- IconMale.com
- KristenBjorn.com
- LucasEntertainment.com
- Men.com
- MormonBoyz.com
- NakedSword.com
- NextDoorStudios.com
- RagingStallion.com
- SeanCody.com
- TimTales.com
- TitanMen.com
- TreasureIslandMedia.com

### Fan Awards – Favorite Niche Site
- Boynapped.com
- ActiveDuty.com
- AlternaDudes.com
- BaitBuddies.com
- Boys-Smoking.com
- Brömo.com
- ClubInfernoDungeon.com
- CumPigMen.com
- DawgpoundUSA.com
- DickDorm.com
- FamilyDick.com
- FistingCentral.com
- FetishForce.com
- GayPatrol.com
- JockPussy.com
- Maskurbate.com
- PapiThugz.com
- PeterFever.com
- RawRods.com
- SketchySex.com
- Str8Chaser.com
- StraightMenXXX.com
- ThugBoy.com
- TroopCandy.com

### Fan Awards – Favorite Porn Star Website
- ColbyKnox.com
- AxelAbysse.com
- Buck-Angel.com
- CodyCummings.com
- ColbysCrew.com
- DominicPacifico.com
- PeterFever.com
- PigboyRuben.com
- RocksBoys.com
- TrentonDucati.com

### Fan Awards – Favorite Twink
- Joey Mills
- Aaron Aurora
- Alex Dalton
- Austin L Young
- Beaux Banks
- Brandon Wilde
- Christian Bay
- Cole Turner
- Corbin Colby
- Drake Law
- Enzo Lemercier
- Jack Harrer
- Jerome Exupery
- Helmut Huxley
- Kellar Nite
- Kyle Ross
- Evan Parker
- Johnny Rapid
- Landon Vega
- Levi Karter
- Liam Riley
- Sean Ford
- Tyler Carver
- Will Braun

### Fan Awards – Hottest Newcomer
- Calvin Banks
- Beaux Banks
- Dakota Young
- Danny Gunn
- Damien Stone
- Deacon della SeanCody.com
- Devin Franco
- Fane Roberts
- Gabriel Alanzo
- Josh Moore
- Kellar Nite
- Lars Norgaard
- Liam Knox
- Luke Hudson
- Matthew Bosch
- Micah Morgan
- Michael Roman
- Nils Tatum
- Pheonix Fellington
- Rico Marlon
- Ricky Verez
- Ryan Bones
- Spencer Daley
- Steve Rogers

### Fan Awards – Social Media Star
- Max Carter
- Allen King
- Austin Wolf
- Billy Santoro
- Brent Corrigan
- Chi Chi LaRue
- DeAngelo Jackson
- Diego Sans
- Dominic Pacifico
- François Sagat
- Jesse Jackman
- Kyle Ross
- Lance Hart
- Leo Forte
- Mickey Taylor
- Peter Le
- Quentin Gainz
- Ricky Roman
- Rock Rockafella
- Sean Zevran
- Sister Roma
- Wesley Woods